# 303 км (зупинний пункт, Запорізька дирекція Придніпровської залізниці)
303 кіломе́тр — пасажирська залізнична платформа Запорізької дирекції Придніпровської залізниці на лінії Пологи — Комиш-Зоря між зупинним пунктом 300 км (3 км) та станцією Магедове (7 км).
Розташована за 2,5 км від села Балочки Пологівського району Запорізької області. 

## Пасажирське сполучення
На зупинному пункті 303 км зупиняються потяги приміського сполучення:
| Приміські потяги | Приміські потяги    | Приміські потяги |
| №                | Маршрут слідування  | Курсування       |
| ---------------- | ------------------- | ---------------- |
| 6855             | Комиш-Зоря — Пологи | Щоденно          |
| 6856             | Пологи — Комиш-Зоря | Щоденно          |
| 6857             | Комиш-Зоря — Пологи | Щоденно          |
| 6860             | Пологи — Комиш-Зоря | Щоденно          |